# Twierdzenia o prędkości ewolucji stanu kwantowego
Twierdzenia o prędkości ewolucji stanu kwantowego – twierdzenia związane z fundamentalnymi ograniczeniami ewolucji kwantowej. W mechanice kwantowej określają minimalny czas konieczny, aby układ kwantowy mógł w drodze unitarnej ewolucji przejść pomiędzy dwoma ortogonalnymi stanami kwantowymi, znane również jako kwantowe ograniczenia prędkości.
Rozważmy wstępny, czysty stan kwantowy wyrażony jako superpozycja energetycznych stanów własnych
{\displaystyle \left|\psi (0)\right\rangle =\sum _{n}c_{n}\left|E_{n}\right\rangle .}
Jeżeli stan {\displaystyle \left|\psi (0)\right\rangle } będzie ewoluował przez okres {\displaystyle \delta t} zgodnie z równaniem Schrödingera stanie się stanem
{\displaystyle \left|\psi (\delta t)\right\rangle =\sum _{n}c_{n}e^{-i{\frac {E_{n}\delta t}{\hbar }}}\left|E_{n}\right\rangle ,}
gdzie {\displaystyle \hbar ={\frac {h}{2\pi }}} jest zredukowaną stałą Plancka a {\displaystyle i} jest jednostką urojoną.
Jeżeli wstępny stan kwantowy {\displaystyle \left|\psi (0)\right\rangle } jest ortogonalny do stanu po ewolucji {\displaystyle \left|\psi (\delta t)\right\rangle ,} wówczas {\displaystyle \left\langle \psi (0)|\psi (\delta t)\right\rangle =0} a minimalny okres {\displaystyle \delta t_{\perp }} konieczny do zapewnienia tego warunku jest nazywany interwałem bądź czasem ortogonalizacji.

## Twierdzenie Mandelstama-Tamma
Zgodnie z twierdzeniem Mandelstama-Tamma
{\displaystyle \delta E\delta t_{\perp }\geqslant \hbar {\frac {\pi }{2}}},
gdzie
{\displaystyle (\delta E)^{2}=\left\langle \psi |H^{2}|\psi \right\rangle -(\left\langle \psi |H|\psi \right\rangle )^{2}={\frac {1}{2}}\sum _{n,m}|c_{n}|^{2}|c_{m}|^{2}(E_{n}-E_{m})^{2}}
jest wariancją energii układu a {\displaystyle H} jest operatorem Hamiltona.
Twierdzenie to zostało udowodnione przez Leonida Mandelstama i Igora Tamma.
| Dowód |
| Szukamy najkrótszego interwału {\displaystyle \delta t_{\perp }} takiego, aby {\displaystyle \|S(\delta t_{\perp })\|^{2}=\|\left\langle \psi (0)\|\psi (\delta t_{\perp })\right\rangle \|^{2}=0}. Korzystając z wzoru Eulera i faktu, że sinus jest funkcją nieparzystą mamy {\displaystyle {\begin{aligned}\|S(\delta t)\|^{2}&=\|\left\langle \psi (0)\|\psi (\delta t)\right\rangle \|^{2}=\sum _{n,m}\|c_{n}\|^{2}\|c_{m}\|^{2}e^{-i{\frac {\delta t}{\hbar }}\left(E_{n}-E_{m}\right)}=\\&=\sum _{n,m}\|c_{n}\|^{2}\|c_{m}\|^{2}\cos \left({\frac {\delta t}{\hbar }}\left(E_{n}-E_{m}\right)\right)\end{aligned}}}. Zauważamy, że {\displaystyle {\begin{aligned}\|S(\delta t)\|^{2}&\geqslant 1-{\frac {4}{\pi ^{2}}}\sum _{n,m}\|c_{n}\|^{2}\|c_{m}\|^{2}{\frac {\delta t}{\hbar }}\left(E_{n}-E_{m}\right)\sin \left({\frac {\delta t}{\hbar }}\left(E_{n}-E_{m}\right)\right)\\&-{\frac {2}{\pi ^{2}}}\sum _{n,m}\|c_{n}\|^{2}\|c_{m}\|^{2}\left({\frac {\delta t}{\hbar }}\left(E_{n}-E_{m}\right)\right)^{2}\end{aligned}}}, ponieważ {\displaystyle \cos(x)\geqslant 1-{\frac {4}{\pi ^{2}}}x\sin(x)-{\frac {2}{\pi ^{2}}}x^{2},} {\displaystyle \forall x\in \mathbb {R} }. Zauważamy, że {\displaystyle {\frac {d\|S(\delta t)\|^{2}}{d\delta t}}=-\sum _{n,m}\|c_{n}\|^{2}\|c_{m}\|^{2}\sin \left({\frac {\delta t}{\hbar }}\left(E_{n}-E_{m}\right)\right){\frac {E_{n}-E_{m}}{\hbar }}}. Tym samym {\displaystyle \|S(\delta t)\|^{2}\geqslant 1+{\frac {4}{\pi ^{2}}}\delta t{\frac {d\|S(\delta t)\|^{2}}{d\delta t}}-{\frac {1}{\pi ^{2}}}\left({\frac {2\delta t}{\hbar }}\delta E\right)^{2}}. Ponieważ {\displaystyle \|S(\delta t)\|^{2}\geqslant 0} więc {\displaystyle {\frac {d\|S(\delta t)\|^{2}}{d\delta t}}=0} jeżeli {\displaystyle S(\delta t)=0.} zatem drugi wyraz zanika dla {\displaystyle \delta t=\delta t_{\perp }} oraz {\displaystyle 0\geqslant 1-{\frac {1}{\pi ^{2}}}{\frac {4\delta t_{\perp }^{2}}{\hbar ^{2}}}\left(\delta E\right)^{2}}. |

Jedynym stanem, dla którego powyższa nierówność jest równaniem jest kubit
{\displaystyle \left|\psi _{q}\right\rangle ={\frac {1}{\sqrt {2}}}\left(\left|0\right\rangle +\left|E_{1}\right\rangle \right)}
o zrównoważonej superpozycji energetycznych stanów własnych {\displaystyle \left|E_{0}\right\rangle =\left|0\right\rangle } oraz {\displaystyle \left|E_{1}\right\rangle }.
| Dowód |
| Wymagamy, aby {\displaystyle \cos(x)=1-{\frac {4}{\pi ^{2}}}x\sin(x)-{\frac {2}{\pi ^{2}}}x^{2}}, czyli {\displaystyle x=0} lub {\displaystyle x=\pm \pi }. Tym samym {\displaystyle {\frac {\delta t_{\perp }}{\hbar }}\left(E_{n}-E_{m}\right)=0\quad {\text{lub}}\quad {\frac {\delta t_{\perp }}{\hbar }}\left(E_{n}-E_{m}\right)=\pm \pi \quad \forall n,m,c_{n}\neq 0,c_{m}\neq 0}, co zachodzi jedynie dla dwóch energetycznych stanów własnych {\displaystyle E_{0}=0} oraz {\displaystyle E_{1}=\pm {\frac {\pi \hbar }{\delta t_{\perp }}}}, czyli dla stanu {\displaystyle \left\|\psi _{q}\right\rangle ={\frac {1}{\sqrt {2}}}\left(e^{i\varphi _{0}}\left\|0\right\rangle +e^{i\varphi _{1}}\left\|\pm {\frac {\pi \hbar }{\delta t_{\perp }}}\right\rangle \right)} unikalnego z wyłączeniem degeneracji energii {\displaystyle E_{1}} oraz dowolnych współczynników fazowych {\displaystyle \varphi _{0}} i {\displaystyle \varphi _{1}} stanów własnych. |

## Twierdzenie Margolusa–Levitina
Zgodnie z twierdzeniem Margolusa–Levitina
{\displaystyle E_{avg}\delta t_{\perp }\geqslant \hbar {\frac {\pi }{2}}},
gdzie
{\displaystyle E_{avg}=\left\langle \psi |H|\psi \right\rangle =\sum _{n}|c_{n}|^{2}E_{n}}
jest średnią energią układu a {\displaystyle H} jest operatorem operatorem Hamiltona.
Twierdzenie to zostało udowodnione przez Normana Margolusa i Lwa Levitina.
| Dowód |
| Szukamy najkrótszego interwału {\displaystyle \delta t_{\perp }} takiego, że {\displaystyle S(\delta t_{\perp })=\left\langle \psi (0)\|\psi (\delta t_{\perp })\right\rangle =\sum _{n}\|c_{n}\|^{2}e^{-i{\frac {E_{n}\delta t_{\perp }}{\hbar }}}=0}. Zauważamy, że {\displaystyle {\begin{aligned}{\text{Re}}(S(\delta t))&=\sum _{n}\|c_{n}\|^{2}\cos \left({\frac {E_{n}\delta t}{\hbar }}\right)\geqslant \\&\geqslant \sum _{n}\|c_{n}\|^{2}\left(1-{\frac {2}{\pi }}{\frac {E_{n}\delta t}{\hbar }}-{\frac {2}{\pi }}\sin \left({\frac {E_{n}\delta t}{\hbar }}\right)\right)=\\&=\sum _{n}\|c_{n}\|^{2}-{\frac {2\delta t}{\pi \hbar }}\sum _{n}\|c_{n}\|^{2}E_{n}-{\frac {2}{\pi }}\sum _{n}\|c_{n}\|^{2}\sin \left({\frac {E_{n}\delta t}{\hbar }}\right)=\\&=1-{\frac {2\delta t}{\pi \hbar }}E_{avg}+{\frac {2}{\pi }}{\text{Im}}(S(\delta t))\end{aligned}}}, gdyż {\displaystyle \cos(x)\geqslant 1-{\frac {2}{\pi }}x-{\frac {2}{\pi }}\sin(x),\forall x\geqslant 0}. Ponieważ {\displaystyle S(\delta t_{\perp })=0} wymaga {\displaystyle {\text{Re}}(S(\delta t_{\perp }))={\text{Im}}(S(\delta t_{\perp }))=0} zatem {\displaystyle 0\geqslant 1-{\frac {2}{\pi }}{\frac {E_{avg}\delta t_{\perp }}{\hbar }}}. |

Wykresy zależności trygonometrycznych zastosowanych w nierównościach twierdzeń Mandelstama-Tamma i Margolusa–Levitina

Jedynym stanem, dla którego powyższa nierówność jest równaniem jest kubit
{\displaystyle \left|\psi _{q}\right\rangle ={\frac {1}{\sqrt {2}}}\left(\left|0\right\rangle +\left|E_{1}\right\rangle \right)}
o zrównoważonej superpozycji energetycznych stanów własnych {\displaystyle \left|E_{0}\right\rangle =\left|0\right\rangle } oraz {\displaystyle \left|E_{1}\right\rangle }.
| Dowód |
| Wymagamy, aby {\displaystyle \cos(x)=1-{\frac {2}{\pi }}(x+\sin(x))} co zachodzi dla {\displaystyle x=0} or {\displaystyle x=\pi }, czyli jedynie dla dwóch energetycznych stanów własnych {\displaystyle {\frac {E_{n}\delta t_{\perp }}{\hbar }}=0\quad {\text{lub}}\quad {\frac {E_{n}\delta t_{\perp }}{\hbar }}=\pi \quad \forall n,c_{n}\neq 0}. Zatem {\displaystyle E_{0}=0} oraz {\displaystyle E_{1}={\frac {\pi \hbar }{\delta t_{\perp }}}}, a jedynym stanem, który to zapewnia jest kubit {\displaystyle \left\|\psi _{q}\right\rangle ={\frac {1}{\sqrt {2}}}\left(e^{i\varphi _{0}}\left\|0\right\rangle +e^{i\varphi _{1}}\left\|{\frac {\pi \hbar }{\delta t_{\perp }}}\right\rangle \right)} o zrównoważonej superpozycji energetycznych stanów własnych {\displaystyle \left\|E_{0}\right\rangle } i {\displaystyle \left\|E_{1}\right\rangle } unikalny z wyłączeniem degeneracji energii {\displaystyle E_{1}} oraz dowolnych współczynników fazowych {\displaystyle \varphi _{0}} i {\displaystyle \varphi _{1}} stanów własnych. |

## Inne Powiązane Twierdzenia
Twierdzenia powiązane z twierdzeniami Mandelstama-Tamma i Margolusa–Levitina zostały udowodnione w 2009 przez Lwa Levitina i Tommaso Toffoliego.

### Twierdzenie
W przypadku, gdy {\displaystyle E_{avg}\neq \delta E} interwał ortogonalizacji spełnia
{\displaystyle \delta t_{\perp }\leqslant {\frac {\pi \hbar \left(1+e^{\ln {\left|{\frac {\delta E}{E_{avg}}}\right|}}\right)}{2E_{avg}\left(1+{\frac {\delta E}{E_{avg}}}\right)}}\left(1+\epsilon \right)={\frac {\pi \hbar }{2E_{avg}}}\left(1+\epsilon \right),\quad \forall \epsilon >0}.
Dla każdego stanu kwantowego {\displaystyle \left|\psi \right\rangle } zachodzi
{\displaystyle {\frac {E_{max}}{4}}<E_{avg}\leqslant {\frac {E_{max}}{2}}},
gdzie {\displaystyle E_{max}} jest maksymalną wartością własną tego stanu oraz
{\displaystyle \pi \hbar \leqslant E_{max}\delta t_{\perp }<2\pi \hbar }.
| Dowód |
| Niech {\displaystyle S(\delta t_{\perp })=\left\langle \psi (0)\|\psi (\delta t_{\perp })\right\rangle =\sum _{n}\|c_{n}\|^{2}e^{-i{\frac {\delta t_{\perp }}{\hbar }}E_{n}}=0}. Załóżmy a contrario, że {\displaystyle E_{max}>{\frac {2\pi \hbar }{\delta t_{\perp }}}}. Możemy zdefiniować {\displaystyle E_{l}\doteq E_{max}-{\frac {2\pi \hbar }{\delta t_{\perp }}}>0}. Ale wówczas {\displaystyle e^{-i{\frac {\delta t_{\perp }}{\hbar }}E_{l}}=e^{-i{\frac {\delta t_{\perp }}{\hbar }}E_{max}}e^{2\pi i}=e^{-i{\frac {\delta t_{\perp }}{\hbar }}E_{max}}}. Zatem zamiana {\displaystyle E_{max}} na {\displaystyle E_{l}>E_{max}} nie zmienia {\displaystyle S(\delta t_{\perp })}, a tym samym zbiór wartości własnych energii jest ograniczony od góry. Aby udowodnić istnienie kresu dolnego na {\displaystyle E_{max}}, niech średnią energią będzie {\displaystyle E_{avg}^{(1)}}. Zauważamy, że zamiana poziomów energii {\displaystyle E_{n}} w {\displaystyle S(\delta t_{\perp })} na {\displaystyle E_{max}-E_{n}} nie ma wpływu na ich ważność. Ale po takiej zamianie, średnia energia to {\displaystyle E_{avg}^{(2)}=E_{max}-E_{avg}^{(1)}} i możemy wybrać {\displaystyle E_{avg}=\min \left(E_{avg}^{(1)},E_{avg}^{(2)}\right)}. Zatem {\displaystyle E_{avg}\leqslant {\frac {E_{max}}{2}}}. Wykorzystanie kresu na {\displaystyle E_{avg}} z twierdzenia Margolusa–Levitina kończy dowód. |

Ponadto
{\displaystyle \pi \hbar =E_{max}\delta t_{\perp }}
dla kubitu
{\displaystyle \left|\psi _{q}\right\rangle ={\frac {1}{\sqrt {2}}}\left(\left|0\right\rangle +\left|E_{max}\right\rangle \right)}
o zrównoważonej superpozycji.
| Dowód |
| Jeżeli {\displaystyle \delta t_{\perp }={\frac {\pi \hbar }{E_{max}}}} wówczas {\displaystyle S(\delta t_{\perp })=\sum _{n}\|c_{n}\|^{2}e^{-i\pi {\frac {E_{n}}{E_{max}}}}=\sum _{n}\|c_{n}\|^{2}\left(\cos \left(\pi {\frac {E_{n}}{E_{max}}}\right)-i\sin \left(\pi {\frac {E_{n}}{E_{max}}}\right)\right)=0}, co zachodzi wtedy i tylko wtedy gdy {\displaystyle E_{0}=0}, {\displaystyle E_{1}=E_{max}={\frac {\pi \hbar }{\delta t_{\perp }}},} oraz {\displaystyle \|c_{0}\|^{2}=\|c_{1}\|^{2}={\frac {1}{2}}}. |